# Evarcha seyun
Evarcha seyun är en spindelart som beskrevs av Wesolowska, van Harten 2007. Evarcha seyun ingår i släktet Evarcha och familjen hoppspindlar. Inga underarter finns listade i Catalogue of Life.